# Marianne Holdgaard
 Der er for få eller ingen kildehenvisninger i denne artikel, hvilket er et problem. Du kan hjælpe ved at angive troværdige kilder til de påstande, som fremføres i artiklen.

Marianne Holdgaard (født 1966) er professor i familie- og arveret ved Juridisk Institut, Aalborg Universitet. Marianne Holdgaard erhvervede ph.d.-graden i 1998 på afhandlingen "Modafhøring af vidner". Marianne Holdgaard har publiceret bøger og artikler inden for menneskeret og familie- og arveret.